# Climacoceratidae
I climacoceratidi (Climacoceratidae) sono un enigmatico gruppo di mammiferi erbivori, appartenenti agli artiodattili. Vissero nel Miocene inferiore e medio (circa 20 – 12 milioni di anni fa) e i loro resti fossili sono stati ritrovati esclusivamente in Africa. Erano caratterizzati da strane corna.

## Descrizione
Questi animali erano ungulati di taglia medio-grande, caratterizzati da colli e zampe allungate, e dotati di protuberanze sul cranio di varie forme. Queste corna erano molto differenti dagli ossiconi delle giraffe e dai palchi dei cervi, e si originavano direttamente dalle ossa frontali. I canini inferiori erano simili a quelli delle giraffe. L'aspetto generale del corpo, invece, doveva essere vagamente simile a quello dell'antilope gerenuk (Litocranius walleri), dotata di un collo lunghissimo e di zampe slanciate.

## Classificazione
Inizialmente i climacoceratidi erano noti principalmente per resti frammentari delle specie Climacoceras africanus e C. gentryi, provenienti dal Miocene inferiore e medio del Kenya; i fossili, principalmente resti cranici e delle corna, non permettevano una classificazione chiara. Alcuni studiosi avvicinavano questi animali alle giraffe, altri ai cervoidi primitivi. Successivamente sono stati ritrovati resti più completi provenienti dai depositi del Miocene inferiore-medio di Elisabethfeld e Arrisdrift in Namibia: queste specie, note come Sperrgebietomeryx wardi e Orangemeryx hendeyi, sono conosciute per numerosi resti fossili comprendenti materiale postcranico. Un altro animale attribuito ai climacoceratidi è Prolibytherium, dalle larghe corna piatte, precedentemente attribuito ai giraffidi. I fossili di queste forme hanno permesso di mettere in luce notevoli somiglianze con i giraffidi, soprattutto a livello della dentatura. Altre forme attribuite con qualche dubbio alla famiglia sono Propalaeoryx e Canthumeryx, quest'ultimo considerato più spesso un giraffide primitivo.

### Filogenesi
Da http://www.helsinki.fi/~mhaaramo/metazoa/deuterostoma/chordata/synapsida/eutheria/artiodactyla/giraffoidea/climacoceratidae.html
```
†Climacoceratidae Hamilton, 1978
  |--o †
Climacoceras
 Macinnes, 1936
  |  |-- †
C. africanus
 MacInnes, 1936
  |  `-- †
C. gentryi
 Hamilton, 1978
  |?- †
Canthumeryx syrtensis
 Hamilton, 1973a 
  |?-o †
Propalaeoryx
 Stromer, 1926
  |  |-- †
P. nyanzae
 Whitworth, 1958
  |  `-- †
P. austroafricanus
 Stromer, 1926
  |-- †
Nyanzameryx pickfordi
 Thomas, 1984
  |-- †
Orangemeryx hendeyi
 Morales, Soria & Pickford, 1999
  |-- †
Prolibytherium magnieri
 Arambourg, 1961
  `-- †
Sperrgebietomeryx wardi
 Morales, Soria & Pickford, 1999
```

## Paleoecologia
I climacoceratidi erano erbivori di taglia medio grande (Orangemeryx raggiungeva 1,2 metri d'altezza al garrese); le zampe lunghe e la corporatura snella li denotano come veloci e agili animali. La dentatura dai molari a corona alta (ipsodonti) indicano che questi animali si nutrivano di vegetazione dura.